# Șașvereș
Șașvereș (węg. Sásverés) – wieś w Rumunii, w okręgu Harghita, w gminie Praid. W 2011 roku pozostawała niezamieszkana.